# Quadient
 (décembre 2020).
Quadient, anciennement connue sous le nom de Neopost, est une entreprise française spécialisée dans le développement de logiciels d’automatisation des factures et de la gestion du courrier. Au fil des années, son activité a évolué, passant de la fabrication de machines à affranchir et d'équipements pour salles de courrier à un portefeuille diversifié. Actuellement, ses principaux domaines d'activité comprennent la gestion de l'expérience client (CXM), l'automatisation des processus métier, les solutions liées au courrier et les consignes colis automatiques.

## Histoire
La société a été fondée en 1924 sous le nom de Société des Machines Havas (SMH). Cette année-là, SMH a lancé sa première machine à affranchir, la type A. En 1924, Neopost s'est également implantée au Royaume-Uni. En 1930, l'entreprise britannique Roneo a acquis Neopost. En 1935, la marque Neopost a été créée au Royaume-Uni.
De 1970 à 1992, Société des Machines Havas appartient à la Compagnie générale d'électricité, future Alcatel Alstom, qui a racheté également Satas,. Neopost et Satas fusionneront en 2011. En 1979, Friden est rachetée par la Compagnie Générale de l'Électricité (CGE). En 1980, CGE acquiert l'entreprise britannique Roneo ainsi que l'entreprise néerlandaise Hadewe. En 1981, l'entreprise est intégrée à Alcatel, une filiale de CGE. En 1989, l'entreprise fusionne avec OPUS, et SMH-Alcatel devient OPUS-Alcatel. En 1992, le groupe Neopost est formé lorsque le fonds d'investissement Fonds Partenaires rachète la division Traitement du Courrier d'Alcatel,. Alcatel se sépare ainsi de ses activités courrier, et OPUS-Alcatel devient SMH-Neopost, une filiale de Neopost Group. En 1997, un groupe d'investisseurs, conseillé par BC Partners, prend le contrôle de Neopost. En 1998, SMH-Neopost devient Neopost France et introduit la puce. Le 23 février 1999, Neopost est coté sur le Premier Marché d'Euronext Paris. En 2002, Neopost acquiert Ascom Hasler ainsi que Stielow et Hasler (Allemagne et Suisse), devenant ainsi le numéro 2 mondial. En 2003, Neopost intègre ses nouvelles acquisitions de 2002, vend les activités de Stielow non liées au courrier et renforce ses structures. En 2005, Neopost acquiert BTA.
Liste des acquisitions depuis 2007 :
- 2007 Acquisition de PFE, acteur mondial des systèmes de mise sous pli hauts volumes et de Valipost[19], leader en France des solutions logicielles pour les émetteurs de courrier industriel
- 2008 Acquisition de RENA pour renforcer la présence de Neopost sur le marché des imprimantes d'adresses et de NBGID, intégrateur de technologies par radiofréquence
- 2009 Acquisition de Satori Software, l’un des leaders mondiaux des outils de gestion de la qualité des adresses postales[20]
- 2009 Acquisition des distributeurs de Neopost Kontur Documents Systems en Suède et Scani au Danemark
- 2011 Acquisition du distributeur de Neopost GBC – Fordigraph en Australie
- 2012 Acquisition de GMC Software Technology– GMC, leader dans le domaine de la gestion des communications clients (CCM - Customer Communications Management) et de Human Inference, spécialiste de la qualité des données et du Master Data Management (MDM)
- 2014 Acquisition de ProShip (ex SPSI)[21].
- 2015 Prise de participation majoritaire dans Temando, une société australienne qui fournit des solutions logistiques pour le secteur du commerce en ligne
- 2016 Acquisition d’icon Systemhaus, le leader allemand des solutions de gestion de la communication client
- 2017 Rachat des parts minoritaires de Temando
- En janvier 2019, l'entreprise rachète Parcel Pending, leader sur le marché américain des consignes automatiques[22].
- En juillet 2020, Quadient acquiert la fintech YayPay, un fournisseur de solutions d'automatisation des comptes clients (AR) proposées en mode SaaS (logiciel en tant que service)[23],[24].
- Mars 2021, Acquisition de la fintech Beanworks, fondée en 2012, Beanworks est une solution SaaS spécialisée dans l’automatisation de la gestion des comptes fournisseurs[25].
- Juin 2025, Acquisition de Serensia, une entreprise française comptant parmi les principales plateformes de facturation électronique reconnues comme PDP (plateforme de dématérialisation partenaire[26]) par le gouvernement français[27],[28].

Entre 2007 et 2015, Neopost voit son action chuter de 80% en bourse. En effet, la société distribue moins de dividendes à ses actionnaires. Elle a subi la diminution de l'envoi de courriers papier, et a alors développé son pôle logistique, notamment le traitement des colis, mais cette nouvelle activité est moins rentable que l'affranchissement. En 2019, Les Echos indiquent que le métier d'origine de Neopost, l'affranchissement, est en baisse d'environ 4 à 6% chaque année, suivant ainsi la diminution de l'envoi de lettres.
En septembre 2017, c'est au tour de trois entreprises du groupe, GMC Software, Satori Software et Human Inference, d'être regroupées sous une nouvelle marque : Quadient, rassemblant sous une même entité toutes les solutions d'optimisation de l'expérience client dans la communication multicanal - mobile, numérique, réseaux sociaux et papier.
En septembre 2019, Neopost change de nom pour devenir Quadient et ainsi mieux intégrer le passage progressif des activités liées au courrier vers les activités numériques,,.

## Organisation du groupe
Le groupe est présent dans 29 pays et emploie près de 6 000 personnes. Quadient dispose de trois centres d’assemblage : Le Lude (France) pour les systèmes d’affranchissement haut de gamme, Loughton (Royaume-Uni) pour les systèmes de gestion de documents haut de gamme, et Drachten (Pays-Bas) pour les systèmes de gestion de documents milieu de gamme et le nouveau système d’emballage sur mesure de colis (CVP-500, renommé CVP Impack après la vente de cette activité à Sparck Technologies). 

## Métier
En février 2019, le Directeur Général Geoffrey Godet lance une nouvelle stratégie intitulée "Back to Growth" visant à relancer la croissance. Dans ce cadre, en septembre 2019, il renomme l'entreprise de Neopost à Quadient et redéfinit l'organisation.
Celle-ci adopte quatre principes majeurs :
- la gestion de l'expérience client ou CXM pour "Customer Experience Management"
- l'automatisation des processus métier ou BPA pour "Business Process Automatisation"
- les consignes colis automatiques ou PLS pour "Parcel Locker Solutions"
- les solutions liées au courrier ou MRS pour "Mail-Related Solutions"

Ces solutions se concentrent sur deux zones géographiques : l'Amérique du Nord et l'Europe Occidentale (Royaume-Uni/Irelande, France/Bénélux, Allemagne/Autriche/Suisse/Italie).

## Données financières
| Années                    | 2012  | 2013 | 2014  | 2015 | 2016 | 2017 |
| ------------------------- | ----- | ---- | ----- | ---- | ---- | ---- |
| Chiffre d'affaires        | 1 070 | 1096 | 1 113 | 1190 | 1159 | 1112 |
| Résultat net part groupe  | 161   | 164  | 134   | 134  | 118  | 134  |
| Capitaux propres          | 747   | 770  | 818   | 1069 | 1139 | 1169 |
| Dette financière nette    | 792   | 808  | 962   | 814  | 763  | 675  |
| Portefeuille de leasing * | 645   | 675  | 781   | 814  | 798  | 711  |
| Résultat par action       | 4,74  | 4,78 | 3,89  | 3,72 | 3,17 | 3,62 |
| Dividende                 | 3,90  | 3,90 | 3,90  | 1,70 | 1,70 | 1,70 |

* Dette entièrement liée aux activités de leasing et d'affranchissement.
En 2016, le Groupe a réalisé un chiffre d'affaires de 1,1 milliard d'euros. Les deux années suivantes, le chiffre d'affaires diminue. Le groupe réalise encore deux tiers de ses ventes dans le domaine des machines de traitement de courrier, un marché qui se contracte puisque les volumes du courrier sont en constante baisse. En 2021, le chiffre d'affaires est de 1,024 milliards d'euros,,. Quadient est une société cotée en bourse.

## Actionnaires
Mis à jour au 1er septembre 2019
| Nom                                  | Actions   | %     |
| Marathon Asset Management            | 1 715 437 | 4,96% |
| Norges Bank Investment Management    | 1 632 554 | 4,72% |
| BWM AG                               | 1 452 073 | 4,20% |
| Dimensional Fund Advisors            | 1 209 681 | 3,50% |
| The Vanguard Group                   | 897 363   | 2,60% |
| Kennox Asset Management              | 515 400   | 1,49% |
| Canada Pension Plan Investment Board | 503 000   | 1,46% |
| JPMorgan Asset Management            | 458 862   | 1,33% |
| Credit Suisse Asset Management       | 404 443   | 1,17% |
| SEB Investment Management            | 369 454   | 1,07% |

Début décembre 2020, Quadient est mis sous pression par le fonds spéculatif Teleios, détenteur de 15 % du capital et qui souhaite voir les activités de logiciel de gestion des relations client vendues au fonds américain KKR Accel. Le conseil d'administration de Quadient refuse catégoriquement cette cession qui pourrait rapporter 350 millions d'euros, mais entraînerait un recentrage des activités sur les machines de traitement de courrier et de services à destination des PME. Teleios Capital, s’est désengagé du capital de l’entreprise, passant sous le seuil des 5 % en avril 2025.

En juillet 2023, Bpifrance fait son entrée au capital de Quadient en acquérant 5 % des parts, avec pour objectif d’atteindre 08 % à terme. À cette occasion, Bpifrance rejoint également le conseil d’administration de l’entreprise. L’investisseur tchèque Daniel Křetínský, à travers son fonds Vesa Equity Investment, a progressivement renforcé sa participation au capital de Quadient, franchissant le seuil des 15 % le 27 juin 2024.